# Persea brevipes
Persea brevipes är en lagerväxtart som beskrevs av Carl Daniel Friedrich Meisner. Persea brevipes ingår i släktet avokador, och familjen lagerväxter. Inga underarter finns listade i Catalogue of Life.